# サンドバッグくん
サンドバッグくんとは、任天堂のアクションゲーム『大乱闘スマッシュブラザーズ』シリーズのオリジナルキャラクター。

## 概要
その名の通りサンドバッグをモチーフにしたキャラクターである。白いサンドバッグに目がついただけのような風貌をしており、自ら動かない（倒れた状態の時、自ら起き上がる事はある）。
『大乱闘スマッシュブラザーズDX』で初登場。1Pモード・ホームランコンテストにて、記録を測定する為の吹っ飛ばされ役を担当している。また『大乱闘スマッシュブラザーズX』『大乱闘スマッシュブラザーズ for Nintendo 3DS / Wii U』『大乱闘スマッシュブラザーズ SPECIAL』では、試合中にアイテムキャラクターとしても出現し、何度か攻撃を与えることでアイテムを落としたり、インターネット対戦の通信待ちの際の暇つぶしの相手になるといった役割も持つ。
ただひたすら殴られるだけの存在で辛そうだが、サンドバッグだけに攻撃を受けてもあまり痛みは感じないらしく、むしろ構ってくれるのが嬉しいらしい。『速報スマブラ拳!!』では、「にくいあんちくしょう役」と称されている。 
『DX』ではつかむ事ができたが、『X』『for』ではできなくなっている。『SPECIAL』では「ホームランコンテスト」モードを除き、再びつかめるようになった。
攻撃手段は全くないが、辛うじて「キャラクター」として扱われている。